# Port del Comte (estació d'esquí)
El Port del Comte és una estació d'esquí alpí que duu el nom del massís del Port del Comte, on es troba, exactament al vessant nord de la Serra de Querol i Serra del Port del Comte, així com als voltants del Tossal d'Estivella.

## L'estació d'esquí
Està dividida en dos grans sectors: l'un comprèn el Querol i el nord del Serrat de la Bòfia, i és on hi ha tots els nuclis de serveis i aparcaments. Compta a més amb els remuntadors amb més capacitat, després d'un procés de modernització que els darrers anys hi ha deixat 3 telecadires de quatre places (un dels quals desembragable), així com innivació artificial a algunes de les pistes. L'altre, situat a una zona més elevada entre el Pedró dels Quatre Batlles i Estivella, no compta amb accés rodat: per arribar-hi cal agafar un telecadira de 2 places d'orientació SSW, les pistes sota el qual pateixen sovint manca de neu. Això fa que aquest sector (que no compta amb cap canó de neu artificial) estigui sovint tancat quan la resta de l'estació està oberta; malgrat que les pistes més altes i ben orientades (i per tant amb més neu) de l'estació siguin precisament a l'extrem del sector d'Estivella, baixant cap a la Rasa de Carbasser. El parc de remuntadors en aquest sector és més antic (2 telecadires de 2 i 3 teleesquís, un dels quals per a debutants). Un dels telecadires presenta la particularitat de ser de doble ús, amb la seva traça abraçant ambdós vessants de la carena del Clot Rodó.

## Llistat de Pistes

### Prat Donadó
- Donadó 1
- Donadó 2
- Debutants 1
- La Rata
- La Rasa Coma
- La Dreta (Pista més llarga de l'estació)
- La Sant Grau

### El Sucre
- La Serp
- La Rasa Coma
- La Drecera
- La Diagonal
- Els Galls
- Rasa Sucre
- Coma dels Marrans
- La Pelada
- La Pleta
- La Querol 1
- La Querol 2
- El Llop
- La Rasa Bòfia
- L'Obaga
- La Bòfia
- L'Orri
- El Forat
- El Tub Coma
- Solei

### L'Estivella
- La Tornada
- La Ginebrosa
- La Font
- L'Estivella Nord
- Els Bolets
- La Rasa
- L'Estadi
- L'Arderic
- L'Esquirol

## Novetats de cada temporada
- Temporada 2011-2012
  - Estrena "El bosquet" 27 hectàrees de Free sky.
- Temporada 2012-2013
  - Estrena Snowpark que conte Big jumps, Calaixos, Baranes. A part és el primer snowpark nocturn de Catalunya.
- Temporada 2013-2014
  - Marcatge de 5 nous circuits per raquetes (45 km). Ampliació de la zona de debutants, fent-la la més gran dels Pirineus.
  - Nou circuit d'esquí nòrdic, 16 km. Nou circuit múixing, 15 km.
- Temporada 2019-2020
  - Nous canons de neu artificials per augmentar la zona d'innivació artificial.